# کوراشیکی، اوکایاما
کوراشیکی در استان اوکایاما در کشور ژاپن  واقع شده‌است  که دارای جمعیت ۴۷۲٬۴۵۲ نفر و مساحت ۳۵۴٫۷۱ کیلومتر مربع با تراکم جمعیت ۱٬۳۳۲  نفر در کیلومترمربع است و در تاریخ ۱ آوریل ۱۹۲۸ به عنوان شهر شناخته شد.